# Pays-Bas au Concours Eurovision de la chanson 1976
Les Pays-Bas ont participé au Concours Eurovision de la chanson 1976 à La Haye, aux Pays-Bas. C'est la 21e participation néerlandaise au Concours Eurovision de la chanson.
Le pays est représenté par la chanteuse Sandra Reemer et la chanson The Party's Over, sélectionnées par la Nederlandse Omroep Stichting (NOS) au moyen de la finale nationale Nationaal Songfestival.

## Sélection

### Nationaal Songfestival 1976

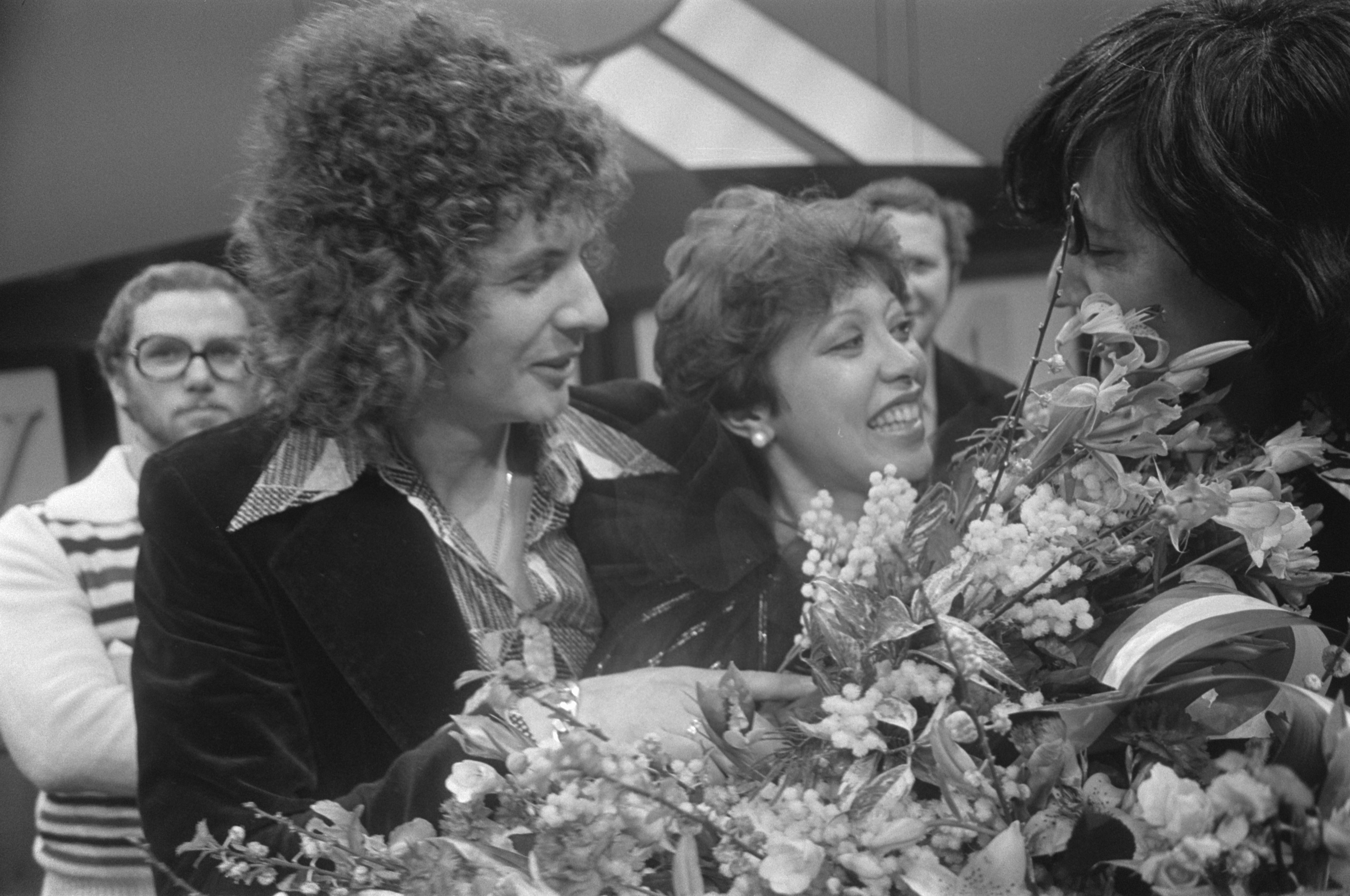
Sandra Reemer reçoit des fleurs après avoir remporté le Nationaal Songfestival 1976 le 18 février 1976, accompagnée par le parolier Hans van Hemert à sa droite.

Le radiodiffuseur néerlandais, la Nederlandse Omroep Stichting (NOS, « Fondation de radiodiffusion néerlandaise »), organise la 19e édition du Nationaal Songfestival (nl) pour sélectionner l'artiste et la chanson représentant les Pays-Bas au Concours Eurovision de la chanson 1976.
Le Nationaal Songfestival 1976, présenté par Willem Duys (en), a lieu le 18 février 1976 au Centre de congrès des Pays-Bas (nl) à La Haye, en province d'Hollande-Méridionale. 
Cinq chansons différentes participent à la finale nationale néerlandaise. Les chansons sont toutes interprétées en anglais et non en néerlandais, prenant compte du choix libre sur l'utilisation de la langue entre 1973 et 1976 à l'Eurovision, liberté qui sera rétablie en 1999.
Lors de cette sélection, c'est la chanson The Party's Over, écrite et composée par Hans van Hemert et interprétée par la chanteuse indo-néerlandaise Sandra Reemer qui fut choisie avec Harry van Hoof (en) comme chef d'orchestre.
Sandra Reemer a déjà pu remporter le Nationaal Songfestival permettant de représenter les Pays-Bas à l'Eurovision, en 1972 avec Dries Holten (en), sous le nom du duo Sandra and Andres. Elle représentera de nouveau les Pays-Bas au Concours en 1979 en tant que chanteuse principale du groupe Xandra.

#### Finale
| Ordre | Artiste             | Chanson                    | Traduction            | Points | Place |
| ----- | ------------------- | -------------------------- | --------------------- | ------ | ----- |
| 1     | Spooky and Sue (nl) | Do You Dig It              | Est-ce que t'aimes ça | 5      | 5     |
| 2     | Bolland & Bolland   | Souvenir                   | -                     | 30     | 2     |
| 3     | Sandra Reemer       | The Party's Over           | La fête est finie     | 35     | 1     |
| 4     | Rosy & Andres (en)  | I Was Born to Love         | Je suis né pour aimer | 17     | 4     |
| 5     | Lucifer (nl)        | Someone Is Waiting for You | Quelqu'un t'attends   | 23     | 3     |

## À l'Eurovision

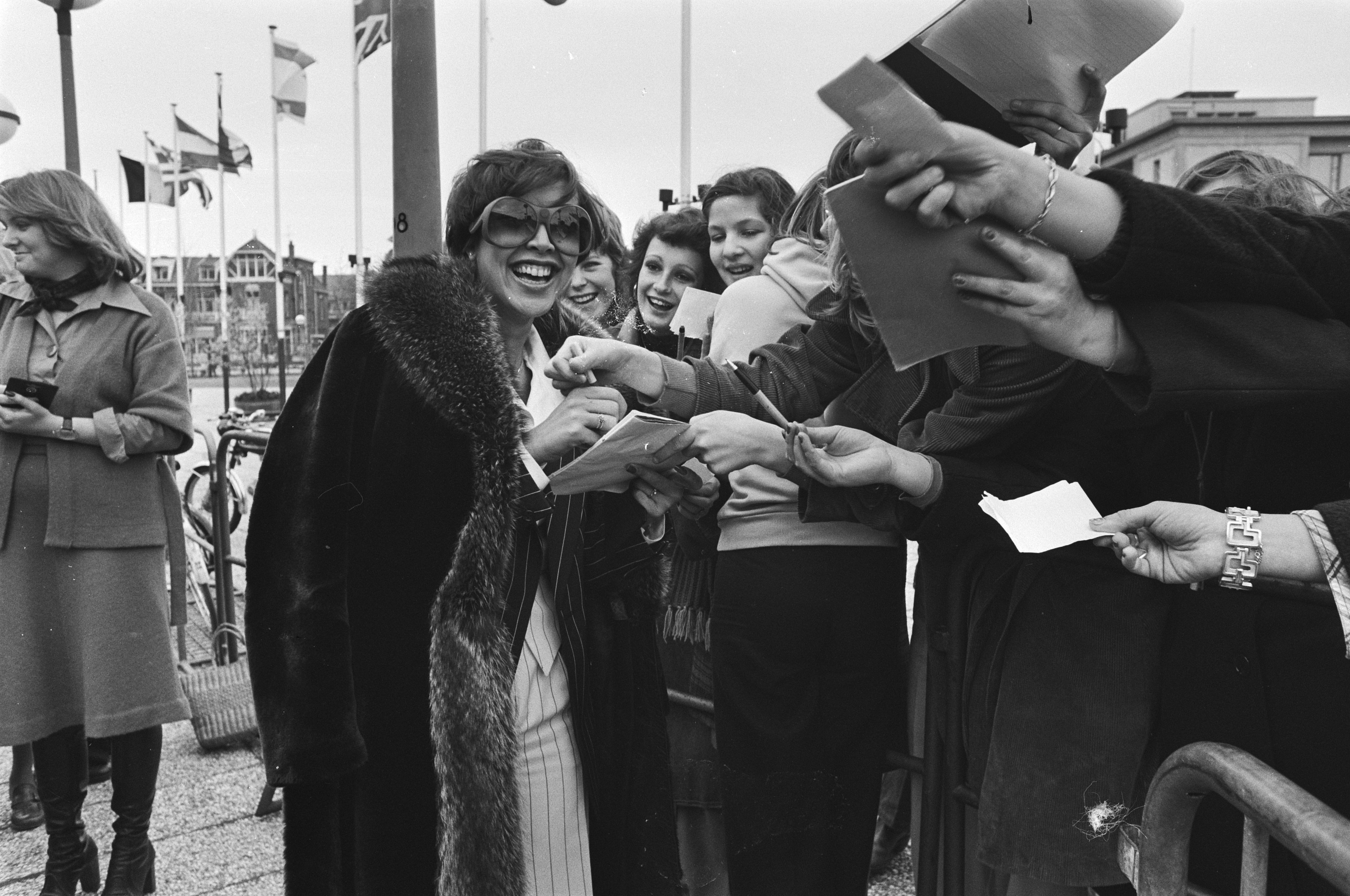
Sandra Reemer distribue des signatures à des fans le 31 mars 1976 à La Haye, trois jours avant la tenue de l'Eurovision 1976.

### Points attribués par les Pays-Bas
| 12 points | France      |
| 10 points | Royaume-Uni |
| 8 points  | Monaco      |
| 7 points  | Autriche    |
| 6 points  | Suisse      |
| 5 points  | Luxembourg  |
| 4 points  | Belgique    |
| 3 points  | Norvège     |
| 2 points  | Israël      |
| 1 point   | Finlande    |

### Points attribués aux Pays-Bas
| 12 points     | 10 points                                               | 8 points  | 7 points                    | 6 points   |
| ------------- | ------------------------------------------------------- | --------- | --------------------------- | ---------- |
|               |                                                         | - Israël  | - Grèce                     | - Portugal |
| 5 points      | 4 points                                                | 3 points  | 2 points                    | 1 point    |
| - Yougoslavie | - Allemagne - Autriche - Belgique - Luxembourg - Suisse | - Espagne | - Irlande - Italie - Monaco | - Norvège  |

Sandra Reemer interprète The Party's Over en 8e position lors du concours le 3 avril 1976, après l'Irlande et avant la Norvège. Au terme du vote final, les Pays-Bas terminent 9es sur 18 pays, ayant obtenu 56 points.